# Tipula (Lunatipula) verrucosa verrucosa
Tipula (Lunatipula) verrucosa verrucosa is een ondersoort van de tweevleugelige Tipula (Lunatipula) verrucosa uit de familie langpootmuggen (Tipulidae). De ondersoort komt voor in het Palearctisch gebied.